# لیگ برتر فوتبال سنگال
لیگ برتر فوتبال سنگال (انگلیسی: Senegal Premier League)، سطح برتر فوتبال تحت نظر فدراسیون فوتبال سنگال است، که در سال ۱۹۶۶ تأسیس شد. این لیگ همچنین دارای یک لیگ‌کاپ به‌نام کوپه د لا لیگ است. باشگاه‌های فوتبال لیگ برتر سنگال نیز برای جام حذفی فوتبال سنگال رقابت می‌کنند.

## قهرمانان پیشین
- ۱۹۶۰: باشگاه فوتبال ژان دارک (داکار)
- ۱۹۶۱–۶۳: نامعلوم
- ۱۹۶۴: باشگاه فوتبال المپیک تی‌یس
- ۱۹۶۵: نامعلوم
- ۱۹۶۶: باشگاه فوتبال المپیک تی‌یس
- ۱۹۶۷: باشگاه فوتبال لینگره
- ۱۹۶۸: باشگاه فوتبال دیاراف (داکار)
- ۱۹۶۹: باشگاه فوتبال ژان دارک (داکار)
- ۱۹۷۰: باشگاه فوتبال دیاراف (داکار)
- ۱۹۷۲: باشگاه ورزشی داکار
- ۱۹۷۲: باشگاه ورزشی داکار
- ۱۹۷۳: باشگاه فوتبال ژان دارک (داکار)
- ۱۹۷۴: باشگاه ورزشی داکار
- ۱۹۷۵: باشگاه فوتبال دیاراف (داکار)
- ۱۹۷۶: باشگاه فوتبال دیاراف (داکار)
- ۱۹۷۷: باشگاه فوتبال دیاراف (داکار)
- ۱۹۷۸: باشگاه ورزشی یونیون گوری (داکار)
- ۱۹۷۹: باشگاه فوتبال پلیس داکار
- ۱۹۸۰: باشگاه فوتبال سونئور (دیوربل)
- ۱۹۸۱: باشگاه ورزشی یونیون گوری (داکار)
- ۱۹۸۲: باشگاه فوتبال دیاراف (داکار)
- ۱۹۸۳: باشگاه فوتبال سونئور (دیوربل)
- ۱۹۸۴: باشگاه ورزشی یونیون گوری (داکار)
- ۱۹۸۵: باشگاه فوتبال ژان دارک (داکار)
- ۱۹۸۶: باشگاه فوتبال ژان دارک (داکار)
- ۱۹۸۷: باشگاه فوتبال سونئور (دیوربل)
- ۱۹۸۸: باشگاه فوتبال ژان دارک (داکار)
- ۱۹۸۸–۱۹۸۹: باشگاه فوتبال دیاراف (داکار)
- ۱۹۹۰: باشگاه فوتبال پورت اتونوم (داکار)
- ۱۹۹۱-۱۹۹۰:باشگاه فوتبال پورت اتونوم (داکار)
- ۱۹۹۲-۱۹۹۱: باشگاه ورزشی اندیامبور (لوگا)
- ۱۹۹۲–۱۹۹۳: باشگاه فوتبال دوانس (داکار)
- ۱۹۹۳–۱۹۹۴: باشگاه ورزشی اندیامبور (لوگا)
- ۱۹۹۵: باشگاه فوتبال دیاراف (داکار)
- ۱۹۹۶: باشگاه فوتبال سونئور (دیوربل)
- ۱۹۹۷: باشگاه فوتبال دوانس (داکار)
- ۱۹۹۸: باشگاه ورزشی اندیامبور (لوگا)
- ۱۹۹۹: باشگاه فوتبال ژان دارک (داکار)
- ۲۰۰۰: باشگاه فوتبال دیاراف (داکار)
- ۲۰۰۱-۲۰۰۰: باشگاه فوتبال ژان دارک (داکار)
- ۲۰۰۲-۲۰۰۱: باشگاه فوتبال ژان دارک (داکار)
- ۲۰۰۳-۲۰۰۲: باشگاه فوتبال ژان دارک (داکار)
- ۲۰۰۴-۲۰۰۳: باشگاه فوتبال دیاراف (داکار)
- ۲۰۰۵: باشگاه فوتبال پورت اتونوم (داکار)
- ۲۰۰۶: باشگاه فوتبال دوانس (داکار)
- ۲۰۰۷-۲۰۰۶: باشگاه فوتبال دوانس (داکار)
- ۲۰۰۸: باشگاه فوتبال دوانس (داکار)
- ۲۰۰۹: باشگاه ورزشی لینگره (سنت لوئیس)
- ۲۰۱۰: باشگاه فوتبال دیاراف (داکار)
- ۲۰۱۱-۲۰۱۰: باشگاه فوتبال اواکام (داکار)
- ۲۰۱۲-۲۰۱۱: باشگاه فوتبال کاسا اسپورتس (زیگینچور)
- ۲۰۱۳: باشگاه فوتبال دیامبرس (سالی)
- ۲۰۱۴-۲۰۱۳: باشگاه فوتبال پیکیان
- ۲۰۱۵-۲۰۱۴: باشگاه فوتبال دوانس (داکار)
- ۲۰۱۶-۲۰۱۵: باشگاه ورزشی یونیون گوری (داکار)
- ۲۰۱۷-۲۰۱۶: باشگاه فوتبال جنریشن فوت (روفیسک)
- ۲۰۱۸-۲۰۱۷: باشگاه فوتبال دیاراف (داکار)
- ۲۰۱۹-۲۰۱۸: باشگاه فوتبال جنریشن فوت (روفیسک)
- ۲۰۲۰-۲۰۱۹: ملغی شد[۱]
- ۲۰۲۱-۲۰۲۰: باشگاه فوتبال تونگس (روفیسک)
- ۲۰۲۲-۲۰۲۱: باشگاه فوتبال کاسا اسپورتس (زیگینچور)[۲]

## تعداد قهرمانی‌های تیم‌ها
| Club                                              | Titles |
| ------------------------------------------------- | ------ |
| باشگاه فوتبال دیاراف (داکار) [شامل فویه فرانس]    | ۱۲     |
| باشگاه فوتبال ژان دارک (داکار)                    | ۱۰     |
| باشگاه فوتبال دوانس (داکار)                       | ۶      |
| باشگاه فوتبال سونئور (دیوربل) [شامل سیب و سوناکس] | ۴      |
| باشگاه فوتبال گوری                                | ۴      |
| باشگاه ورزشی داکار                                | ۳      |
| باشگاه ورزشی اندیامبور                            | ۳      |
| باشگاه فوتبال پورت اتونوم (داکار)                 | ۳      |
| باشگاه فوتبال المپیک تی‌یس                         | ۲      |
| باشگاه فوتبال جنریشن فوت                          | ۲      |
| باشگاه فوتبال کاسا اسپورتس                        | ۲      |
| باشگاه فوتبال پلیس داکار                          | ۱      |
| باشگاه ورزشی لینگره                               | ۱      |
| باشگاه فوتبال لینگره                              | ۱      |
| باشگاه فوتبال اواکام                              | ۱      |
| باشگاه فوتبال دیامبرس                             | ۱      |
| باشگاه فوتبال پیکیان                              | ۱      |
| باشگاه فوتبال تنگوس                               | ۱      |

## بهترین گلزنان
| Season  | Player                         | Club                                  | Goals |
| ۱۹۹۱–۹۲ | کامینه سار موسی دیوپ           | باشگاه فوتبال دیاراف SOTRAC           | ۱۳    |
| ۲۰۰۰    | مخیته اندیایه                  | ریچارد تول                            |       |
| ۲۰۰۰–۰۱ | شیخ تیدیانه اندیایه            | باشگاه فوتبال گوری                    | ۱۱    |
| ۲۰۰۲–۰۳ | لامینه دیارا                   | باشگاه ورزشی داکار                    | ۹     |
| ۲۰۰۳–۰۴ | پپه سیره دیا                   | باشگاه فوتبال دیاراف                  | ۱۶    |
| ۲۰۰۵    | باباکار تیام امبایه باباکار با | باشگاه فوتبال ریل باشگاه فوتبال سالوم |       |
| ۲۰۱۳–۱۴ | ابراهیما دیوپ                  | باشگاه فوتبال دیاراف                  | ۱۶    |
| ۲۰۱۵–۱۶ | پپه ایبنو با                   | باشگاه فوتبال لینگره                  | ۱۷    |
| ۲۰۱۶–۱۷ | ابراهیما نیانه                 | باشگاه فوتبال جنریشن فوت              | ۱۹    |
| ۲۰۱۷–۱۸ | آمادو دیا اندیایه              | باشگاه فوتبال جنریشن فوت              | ۱۶    |
| ۲۰۱۸–۱۹ | عمر جوبه                       | باشگاه ورزشی اندیامبور                | ۱۲    |
| ۲۰۲۲–۲۳ | عبدلی حساما                    | باشگاه فوتبال کاسا اسپورتس            | ۱۱    |